# Chelsea Football Club Women 2021-2022
Questa voce raccoglie le informazioni riguardanti il Chelsea Football Club Women nelle competizioni ufficiali della stagione 2021-2022.

## Stagione

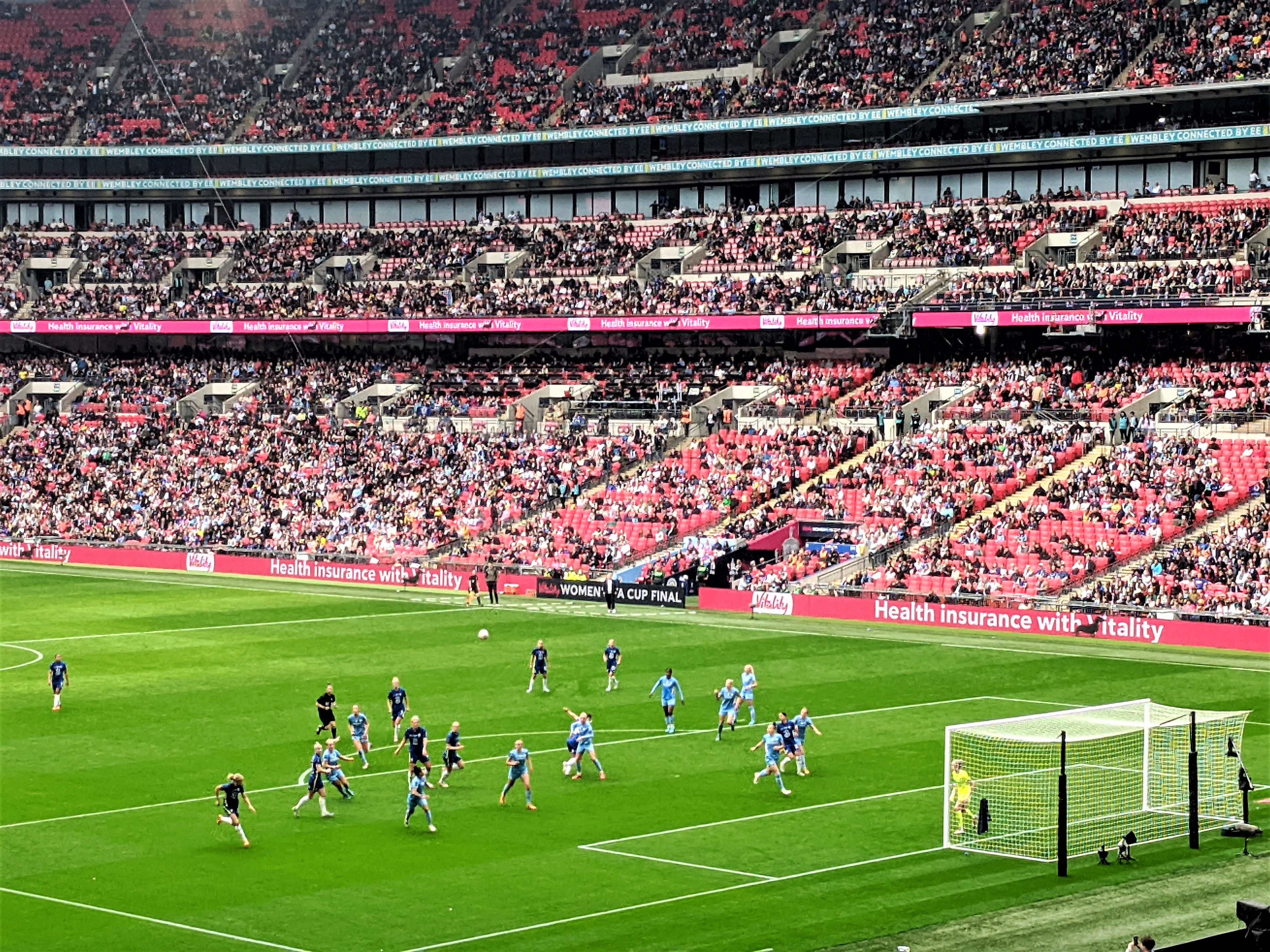
Azione di gioco durante la finale di FA Women's League Cup tra Chelsea e Manchester City.

Nella stagione 2021-22 il Chelsea vinse il campionato per la quinta volta, la terza consecutiva, con un solo punto di vantaggio sull'Arsenal, concludendo con 56 punti conquistati in 22 giornate, frutto di 18 vittorie, 2 pareggi e 2 sconfitte. Una settimana dopo la fine del campionato, vinse la seconda FA Women's Cup consecutiva, battendo in finale il Manchester City dopo i tempi supplementari grazie alla rete decisiva di Samantha Kerr, davanti a un pubblico record, per la coppa, di 49 094 spettatori allo stadio di Wembley. In Women's Champions League la squadra venne eliminata al termine della fase a gruppi, dopo aver concluso al terzo posto il proprio raggruppamento dietro a Wolfsburg e Juventus, con le quali aveva concluso a pari punti, ma con la peggiore differenza reti. Dopo essere partita direttamente dai quarti di finale, vista la partecipazione alla Champions League, la squadra è arrivata in finale di FA Women's League Cup, dove è stata sconfitta dal Manchester City.

## Maglie e sponsor
Le tenute di gioco solo le stesse adottate dal Chelsea maschile.
|  | Casa | Trasferta | Terza divisa |

## Rosa
Rosa, ruoli e numeri di maglia come da sito ufficiale.
| N. |                          | Ruolo | Calciatrice                   |
| -- | ------------------------ | ----- | ----------------------------- |
| 1  | Svezia (bandiera)        | P     | Zećira Mušović                |
| 3  | Paesi Bassi (bandiera)   | D     | Aniek Nouwen                  |
| 4  | Inghilterra (bandiera)   | D     | Millie Bright (vice capitano) |
| 5  | Galles (bandiera)        | C     | Sophie Ingle                  |
| 7  | Inghilterra (bandiera)   | D     | Jess Carter                   |
| 8  | Germania (bandiera)      | C     | Melanie Leupolz               |
| 9  | Inghilterra (bandiera)   | A     | Bethany England               |
| 10 | Corea del Sud (bandiera) | C     | Ji So-yun                     |
| 11 | Norvegia (bandiera)      | C     | Guro Reiten                   |
| 14 | Inghilterra (bandiera)   | A     | Fran Kirby                    |
| 16 | Svezia (bandiera)        | D     | Magdalena Eriksson (capitano) |
| 17 | Canada (bandiera)        | C     | Jessie Fleming                |
| 18 | Norvegia (bandiera)      | D     | Maren Mjelde                  |

| N. |                        | Ruolo | Calciatrice       |
| -- | ---------------------- | ----- | ----------------- |
| 19 | Inghilterra (bandiera) | A     | Lauren James      |
| 20 | Australia (bandiera)   | A     | Samantha Kerr     |
| 21 | Inghilterra (bandiera) | D     | Niamh Charles     |
| 22 | Scozia (bandiera)      | C     | Erin Cuthbert     |
| 23 | Danimarca (bandiera)   | C     | Pernille Harder   |
| 24 | Giamaica (bandiera)    | C     | Drew Spence       |
| 25 | Svezia (bandiera)      | D     | Jonna Andersson   |
| 27 | Russia (bandiera)      | D     | Alsu Abdullina    |
| 28 | Inghilterra (bandiera) | P     | Carly Telford     |
| 29 | Inghilterra (bandiera) | D     | Jorja Fox         |
| 30 | Germania (bandiera)    | P     | Ann-Katrin Berger |
| 31 | Inghilterra (bandiera) | A     | Aimee Claypole    |
| 35 | Inghilterra (bandiera) | A     | Emma Thompson     |

## Calciomercato

### Sessione estiva
| Acquisti | Acquisti         | Acquisti          | Acquisti      |
| R.       | Nome             | da                | Modalità      |
| -------- | ---------------- | ----------------- | ------------- |
| D        | Aniek Nouwen     | PSV               | definitivo    |
| C        | Lauren James     | Manchester United | definitivo    |
| C        | Jamie-Lee Napier | Birmingham City   | fine prestito |
| A        | Emily Murphy     | Birmingham City   | fine prestito |

| Cessioni | Cessioni           | Cessioni                 | Cessioni   |
| R.       | Nome               | a                        | Modalità   |
| -------- | ------------------ | ------------------------ | ---------- |
| P        | Emily Orman        | Crystal Palace           | prestito   |
| D        | Hannah Blundell    | Manchester United        | definitivo |
| C        | Jamie-Lee Napier   | London City Lionesses    | definitivo |
| C        | Charlotte Wardlaw  | Liverpool                | prestito   |
| A        | Agnes Beever-Jones | Bristol City             | prestito   |
| A        | Emily Murphy       | North Carolina Tar Heels | definitivo |

### Sessione invernale
| Acquisti | Acquisti       | Acquisti        | Acquisti   |
| R.       | Nome           | da              | Modalità   |
| -------- | -------------- | --------------- | ---------- |
| D        | Alsu Abdullina | Lokomotiv Mosca | definitivo |

| Cessioni | Cessioni      | Cessioni          | Cessioni   |
| R.       | Nome          | a                 | Modalità   |
| -------- | ------------- | ----------------- | ---------- |
| P        | Carly Telford | San Diego Wave    | definitivo |
| D        | Jorja Fox     | Charlton Athletic | prestito   |

## Risultati

### FA Women's Super League

#### Girone di andata
| Arbitro: | Welch |

|                           |           |                         |
| Miedema 14’ Mead 49’, 60’ | Marcatori | 44’ Cuthbert 64’ Harder |

| Arbitro: | Fearn |

|                                     |           |  |
| Kirby 25’ Kerr 47’, 74’ England 79’ | Marcatori |  |

| Arbitro: | Dowle |

|           |           |                                                            |
| Russo 48’ | Marcatori | 2’ Kirby 24’ Harder 41’, 51’ Kerr 87’ Spence 90+2’ Fleming |

| Arbitro: | Fearn |

|                                |           |            |
| Reiten 9’ Kerr 38’ England 80’ | Marcatori | 48’ Carter |

| Arbitro: | Benn |

|                        |           |  |
| Harder 83’ Kirby 90+4’ | Marcatori |  |

| Arbitro: | Byrne |

|  |           |             |
|  | Marcatori | 22’ Fleming |

| Arbitro: | Welch |

|  |           |                                              |
|  | Marcatori | 2’ Fleming 45+4’ Kerr 52’ Kirby 55’ Eriksson |

| Arbitro: | Simms |

|                                  |           |  |
| Kirby 4’, 75’ Kerr 18’, 29’, 44’ | Marcatori |  |

| Arbitro: | Saunders |

|         |           |  |
| Rose 4’ | Marcatori |  |

| Arbitro: | Atkin |

|                          |           |  |
| England 51’ Cuthbert 82’ | Marcatori |  |

| Arbitro: | Packman |

|                        |           |            |
| England 19’ Kerr 45+1’ | Marcatori | 44’ Harrop |

#### Girone di ritorno
| Arbitro: | James Bell |

|  |           |                                 |
|  | Marcatori | 7’ Kerr 15’ Reiten 29’ Cuthbert |

| Crawley 23 gennaio 2022, ore 15:00 UTC+0 13ª giornata | Brighton & Hove | 0 – 0 referto | Chelsea | Broadfield Stadium (1 743 spett.)\| Arbitro: \| Dowle \| |
| Arbitro:                                              | Dowle           |               |         |                                                          |

| Arbitro: | Fearn |

|            |           |  |
| Reiten 51’ | Marcatori |  |

| Kingston upon Thames 13 febbraio 2022, ore 15:00 UTC+0 15ª giornata | Chelsea | 0 – 0 referto | Arsenal | Kingsmeadow (3 330 spett.)\| Arbitro: \| Welch \| |
| Arbitro:                                                            | Welch   |               |         |                                                   |

| Arbitro: | Brook |

|                    |           |                                      |
| Brynjarsdóttir 48’ | Marcatori | 20’, 32’ Harder 23’ Charles 62’ Kerr |

| Arbitro: | Byrne (2 655) |

|            |           |  |
| Kerr 90+2’ | Marcatori |  |

| Arbitro: | Byrne |

|  |           |                                                                                |
|  | Marcatori | 3’, 45+5’ Reiten 5’, 47’ Kerr 7’, 28’ England 11’ Nouwen 88’ James 90’ Fleming |

| Arbitro: | Heaslip |

|                                              |           |  |
| Fleming 40’ England 52’, 90+2’ Kerr 66’, 77’ | Marcatori |  |

| Arbitro: | Benn |

|                  |           |                                   |
| Ingle 15’ (aut.) | Marcatori | 27’ Reiten 71’ Kerr 90+5’ Fleming |

| Arbitro: | Heaslip |

|  |           |                   |
|  | Marcatori | 71’ (rig.) Harder |

| Arbitro: | Byrne |

|                                       |           |                      |
| Cuthbert 18’ Kerr 46’, 66’ Reiten 51’ | Marcatori | 13’ Thomas 25’ Toone |

### FA Women's Cup
| Arbitro: | Bryne |

|                           |           |                                   |
| Petzelberger 90+5’ (rig.) | Marcatori | 18’, 62’ Reiten 28’ (rig.) Harder |

| Arbitro: | Heaslip |

|                                                             |           |  |
| Harder 24’, 36’ Kerr 60’, 82’ Ji 65’ Nouwen 79’ England 85’ | Marcatori |  |

| Arbitro: | Impey |

|                                                      |           |  |
| Eriksson 44’ Spence 54’ England 62’, 72’ Charles 66’ | Marcatori |  |

| Arbitro: | Welch |

|  |           |                   |
|  | Marcatori | 50’ Reiten 61’ Ji |

| Arbitro: | Dowle |

|                   |           |                            |
| Hemp 42’ Raso 89’ | Marcatori | 33’, 99’ Kerr 63’ Cuthbert |

### FA Women's League Cup

#### Fase a eliminazione diretta
| Arbitro: | Howard |

|                           |           |                                   |
| Svitková 34’ Houssein 83’ | Marcatori | 25’, 61’, 66’ Harder 58’ Cuthbert |

| Arbitro: | Howard |

|                                   |           |              |
| Harder 26’ Fleming 31’ Carter 39’ | Marcatori | 32’ Bøe Risa |

| Arbitro: | Benn |

|          |           |                         |
| Kerr 34’ | Marcatori | 49’, 69’ Weir 58’ White |

### UEFA Women's Champions League

#### Fase a gironi
| Arbitro: | Lehtovaara |

|                                   |           |                            |
| Kerr 12’ England 51’ Harder 90+2’ | Marcatori | 18’, 48’ Waßmuth 34’ Roord |

| Arbitro: | Martinčić |

|              |           |                         |
| Bonansea 37’ | Marcatori | 31’ Cuthbert 69’ Harder |

| Arbitro: | Demetrescu |

|  |           |                                                                |
|  | Marcatori | 8’ Leupolz 16’, 26’ Kirby 18’, 20’ Kerr 38’ Fleming 50’ Reiten |

| Arbitro: | Guteva |

|          |           |  |
| Kerr 67’ | Marcatori |  |

| Kingston upon Thames 8 dicembre 2021, ore 21:00 UTC+1 5ª giornata | Chelsea | 0 – 0 referto | Juventus | Kingsmeadow\| Arbitro: \| Persson \| |
| Arbitro:                                                          | Persson |               |          |                                      |

| Arbitro: | Monzul' |

|                                |           |  |
| Huth 16’, 23’ Waßmuth 60’, 78’ | Marcatori |  |

## Statistiche

### Statistiche di squadra
| Competizione             | Punti | In casa | In casa | In casa | In casa | In casa | In casa | In trasferta | In trasferta | In trasferta | In trasferta | In trasferta | In trasferta | Totale | Totale | Totale | Totale | Totale | Totale | DR  |
| Competizione             | Punti | G       | V       | N       | P       | Gf      | Gs      | G            | V            | N            | P            | Gf           | Gs           | G      | V      | N      | P      | Gf     | Gs     | DR  |
| ------------------------ | ----- | ------- | ------- | ------- | ------- | ------- | ------- | ------------ | ------------ | ------------ | ------------ | ------------ | ------------ | ------ | ------ | ------ | ------ | ------ | ------ | --- |
| FA Women's Super League  | 56    | 11      | 10      | 1       | 0       | 29      | 4       | 11           | 8            | 1            | 2            | 33           | 7            | 22     | 18     | 2      | 2      | 62     | 11     | +51 |
| FA Women's Cup           | -     | 2       | 2       | 0       | 0       | 12      | 0       | 2            | 2            | 0            | 0            | 5            | 1            | 5      | 5      | 0      | 0      | 20     | 3      | +17 |
| FA Women's League Cup    | -     | 1       | 1       | 0       | 0       | 3       | 1       | 1            | 1            | 0            | 0            | 4            | 2            | 3      | 2      | 0      | 1      | 8      | 6      | +2  |
| Women's Champions League | -     | 3       | 1       | 2       | 0       | 4       | 3       | 3            | 2            | 0            | 1            | 9            | 5            | 6      | 3      | 2      | 1      | 13     | 8      | +5  |
| Totale                   | -     | 17      | 14      | 3       | 0       | 48      | 8       | 17           | 13           | 1            | 3            | 51           | 15           | 36     | 28     | 4      | 4      | 103    | 28     | +75 |

### Andamento in campionato
| Giornata  | 1 | 2 | 3 | 4 | 5 | 6 | 7 | 8 | 9 | 10 | 11 | 12 | 13 | 14 | 15 | 16 | 17 | 18 | 19 | 20 | 21 | 22 |
| --------- | - | - | - | - | - | - | - | - | - | -- | -- | -- | -- | -- | -- | -- | -- | -- | -- | -- | -- | -- |
| Luogo     | T | C | T | C | C | T | T | C | T | C  | C  | T  | T  | C  | C  | T  | C  | T  | C  | T  | T  | C  |
| Risultato | P | V | V | V | V | V | V | V | P | V  | V  | V  | N  | V  | N  | V  | V  | V  | V  | V  | V  | V  |
| Posizione | 7 | 6 | 4 | 3 | 2 | 2 | 2 | 2 | 2 | 2  | 2  | 2  | 2  | 2  | 2  | 2  | 1  | 1  | 1  | 1  | 1  | 1  |

Legenda:

Luogo: C = Casa; T = Trasferta. Risultato: V = Vittoria; N = Pareggio; P = Sconfitta.

### Statistiche delle giocatrici
| Giocatore    | FA Women's Super League | FA Women's Super League | FA Women's Super League | FA Women's Super League | FA Women's Cup | FA Women's Cup | FA Women's Cup | FA Women's Cup | FA Women's League Cup | FA Women's League Cup | FA Women's League Cup | FA Women's League Cup | UEFA Champions League | UEFA Champions League | UEFA Champions League | UEFA Champions League | Totale   | Totale | Totale      | Totale     |
| Giocatore    | Presenze                | Reti                    | Ammonizioni             | Espulsioni              | Presenze       | Reti           | Ammonizioni    | Espulsioni     | Presenze              | Reti                  | Ammonizioni           | Espulsioni            | Presenze              | Reti                  | Ammonizioni           | Espulsioni            | Presenze | Reti   | Ammonizioni | Espulsioni |
| ------------ | ----------------------- | ----------------------- | ----------------------- | ----------------------- | -------------- | -------------- | -------------- | -------------- | --------------------- | --------------------- | --------------------- | --------------------- | --------------------- | --------------------- | --------------------- | --------------------- | -------- | ------ | ----------- | ---------- |
| A. Abdullina | 5                       | 0                       | 0                       | 0                       | 3              | 0              | 0              | 0              | 3                     | 0                     | 0                     | 0                     | -                     | -                     | -                     | -                     | 11       | 0      | 0           | 0          |
| J. Andersson | 20                      | 0                       | 1                       | 0                       | 4              | 0              | 0              | 0              | 3                     | 0                     | 0                     | 0                     | 3                     | 0                     | 0                     | 0                     | 30       | 0      | 1           | 0          |
| A-K. Berger  | 14                      | -8                      | 1                       | 1                       | 4              | -2             | 0              | 0              | 2                     | -5                    | 0                     | 0                     | 3                     | -4                    | 1                     | 0                     | 23       | -19    | 2           | 1          |
| M. Bright    | 22                      | 0                       | 4                       | 0                       | 5              | 0              | 1              | 0              | 3                     | 0                     | 0                     | 0                     | 6                     | 0                     | 0                     | 0                     | 36       | 0      | 5           | 0          |
| J. Carter    | 21                      | 0                       | 1                       | 0                       | 4              | 0              | 1              | 0              | 3                     | 1                     | 0                     | 0                     | 5                     | 0                     | 0                     | 0                     | 33       | 1      | 2           | 0          |
| N. Charles   | 20                      | 1                       | 0                       | 0                       | 5              | 1              | 0              | 0              | 3                     | 0                     | 1                     | 0                     | 4                     | 0                     | 0                     | 0                     | 32       | 2      | 1           | 0          |
| A. Claypole  | 0                       | 0                       | 0                       | 0                       | 1              | 0              | 0              | 0              | 0                     | 0                     | 0                     | 0                     | -                     | -                     | -                     | -                     | 1        | 0      | 0           | 0          |
| E. Cuthbert  | 20                      | 4                       | 0                       | 0                       | 2              | 1              | 1              | 0              | 2                     | 1                     | 0                     | 0                     | 6                     | 1                     | 0                     | 0                     | 30       | 7      | 1           | 0          |
| B. England   | 20                      | 8                       | 0                       | 0                       | 4              | 3              | 0              | 0              | 2                     | 0                     | 0                     | 0                     | 5                     | 1                     | 0                     | 0                     | 31       | 12     | 0           | 0          |
| M. Eriksson  | 16                      | 1                       | 1                       | 0                       | 2              | 1              | 0              | 0              | 0                     | 0                     | 0                     | 0                     | 6                     | 0                     | 0                     | 0                     | 24       | 2      | 1           | 0          |
| J. Fleming   | 21                      | 6                       | 1                       | 0                       | 5              | 0              | 0              | 0              | 2                     | 1                     | 0                     | 0                     | 5                     | 1                     | 0                     | 0                     | 33       | 8      | 1           | 0          |
| J. Fox       | 1                       | 0                       | 0                       | 0                       | -              | -              | -              | -              | -                     | -                     | -                     | -                     | 1                     | 0                     | 0                     | 0                     | 2        | 0      | 0           | 0          |
| P. Harder    | 16                      | 6                       | 1                       | 0                       | 4              | 3              | 0              | 0              | 3                     | 4                     | 1                     | 0                     | 4                     | 2                     | 1                     | 0                     | 27       | 15     | 3           | 0          |
| S. Ingle     | 19                      | 0                       | 1                       | 0                       | 5              | 0              | 0              | 0              | 3                     | 0                     | 0                     | 0                     | 5                     | 0                     | 0                     | 0                     | 32       | 0      | 1           | 0          |
| L. James     | 6                       | 1                       | 0                       | 0                       | 3              | 0              | 0              | 0              | 2                     | 0                     | 0                     | 0                     | 1                     | 0                     | 0                     | 0                     | 12       | 1      | 0           | 0          |
| S-y. Ji      | 12                      | 0                       | 0                       | 0                       | 4              | 2              | 0              | 0              | 1                     | 0                     | 0                     | 0                     | 5                     | 0                     | 0                     | 0                     | 22       | 2      | 0           | 0          |
| S. Kerr      | 20                      | 20                      | 1                       | 0                       | 3              | 4              | 0              | 0              | 2                     | 1                     | 0                     | 0                     | 6                     | 4                     | 1                     | 0                     | 31       | 29     | 2           | 0          |
| F. Kirby     | 13                      | 6                       | 0                       | 0                       | 2              | 0              | 0              | 0              | 1                     | 0                     | 0                     | 0                     | 6                     | 2                     | 0                     | 0                     | 22       | 8      | 0           | 0          |
| M. Leupolz   | 7                       | 0                       | 0                       | 0                       | -              | -              | -              | -              | -                     | -                     | -                     | -                     | 6                     | 1                     | 1                     | 0                     | 13       | 1      | 1           | 0          |
| M. Mjelde    | 4                       | 0                       | 0                       | 0                       | 2              | 0              | 0              | 0              | 0                     | 0                     | 0                     | 0                     | 2                     | 0                     | 0                     | 0                     | 8        | 0      | 0           | 0          |
| Z. Mušović   | 10                      | -3                      | 0                       | 0                       | 1              | -1             | 0              | 0              | 1                     | -1                    | 0                     | 0                     | 3                     | -4                    | 0                     | 0                     | 15       | -9     | 0           | 0          |
| A. Nouwen    | 14                      | 1                       | 0                       | 0                       | 4              | 1              | 0              | 0              | 3                     | 0                     | 0                     | 0                     | 1                     | 0                     | 0                     | 0                     | 22       | 2      | 0           | 0          |
| G. Reiten    | 21                      | 7                       | 2                       | 0                       | 3              | 3              | 0              | 0              | 3                     | 0                     | 0                     | 0                     | 6                     | 1                     | 0                     | 0                     | 33       | 11     | 2           | 0          |
| D. Spence    | 16                      | 1                       | 0                       | 0                       | 3              | 1              | 1              | 0              | 3                     | 0                     | 0                     | 0                     | 1                     | 0                     | 0                     | 0                     | 23       | 2      | 1           | 0          |
| C. Telford   | 0                       | 0                       | 0                       | 0                       | -              | -              | -              | -              | 0                     | 0                     | 0                     | 0                     | 0                     | 0                     | 0                     | 0                     | 0        | 0      | 0           | 0          |
| E. Thompson  | 0                       | 0                       | 0                       | 0                       | 1              | 0              | 0              | 0              | 0                     | 0                     | 0                     | 0                     | -                     | -                     | -                     | -                     | 1        | 0      | 0           | 0          |